# 直力鞮
直力鞮（?—?），中国五胡十六国时代匈奴铁弗部人，夏國开国皇帝赫连勃勃的兄长，刘卫辰的儿子。
开始随父祖为刘姓，魏道武帝登国五年（390年），奉父命攻打贺兰部，迫使贺讷归降。北魏道武帝拓跋珪领兵来救，直力鞮退兵。次年（391年），率军八九万攻打北魏南部，被魏军还击，兵败铁岐山之南，只身逃走。后来所居代来城被北魏袭击，和父亲出走，在木根山被擒，部众五千余人被杀。龙升元年（407年），弟弟赫连勃勃自立为天王，建立夏国。受封大将军、魏公。